# Dobrovnik (plaats)
Dobrovnik (Duits: Dobronack) is een plaats in Slovenië en maakt deel uit van de gelijknamige gemeente in de NUTS-3-regio Podravska. De plaats telde 948 inwoners op 1 januari 2020.